# Neoexpresionismus

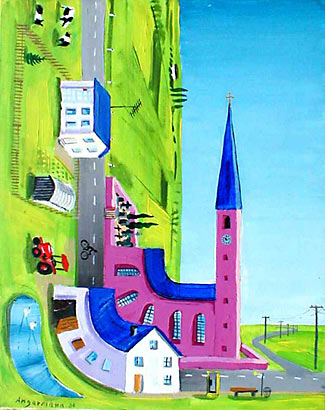
Typicky neoexpresionistický obraz Petera Angermanna z roku 1984

Neoexpresionismus je umělecké hnutí, zejména výtvarné, které má počátky v 60. a 70. letech 20. století a vrcholilo v letech osmdesátých. Splývá se širším proudem postmoderního umění. Neoexpresionisté podle svých slov reagovali na křeč minimalismu, abstraktní malby a konceptualismu a vzdorovali jim částečným návratem k figurativní malbě a konkrétnu, ovšem s prvky hravosti a absurdity na straně jedné a morbidnosti a narušenosti očekávatelných křivek na straně druhé. Typické jsou barevné kontrasty či kolážové prvky. Neoexpresionisté se hlásili zejména k německému expresionismu ze začátku 20. století. Hnutí mělo v Německu také hlavní centrum, němečtí neoexpresionisté byli nazýváni Neue Wilde (Nové šelmy). Ve Francii se neoexpresionismus někdy nazývá Volná figurace (Figuration Libre), v Itálii transavantgarda. Ve Spojených státech silné pozice neměl a byl proto někdy chápán jako evropská vzpoura proti aktuálnímu módnímu americkému umění. Příklon k figurativní malbě a konkrétním tvarům vyvolal velmi pozitivní reakci publika, které bylo abstrakcí avantgardistů již unaveno, což zase vyvolalo útoky modernistů na neoexpresionisty a obviňování z komerční vypočítavosti. Představiteli neoexpresionismu byli Frank Auerbach, Miquel Barceló, Jean-Michel Basquiat, Francesco Clemente, Eric Fischl, David Hockney, Peter Howson, Jörg Immendorff, Anselm Kiefer, Leon Kossoff, Markus Lüpertz, Malcolm Morley, Elizabeth Murray, Philip Pearlstein či Julian Schnabel. V Česku například Petr Raška, Vladimír Skrepl, Martin John, Jiří David či Stanislav Diviš.